# Junior Mance
Junior Mance (10. října 1928 Evanston, Illinois, USA – 17. ledna 2021 Manhattan) byl americký jazzový klavírista a hudební skladatel.
Na klavír se začal učit ve svých pěti letech. Později začal docházet na Roosevelt University, kde jeho hlavním oborem byla hudba. V roce 1947 se připojil ke skupině Gene Ammonse. V letech 1949–1951 hrál s Lesterem Youngem a následně se opět připojil k Ammonsovi. Když byl povolán do armády, hrál v armádní kapele ve Fort Knox spolu s Cannonballem Adderleyem. Po návratu z armády spolupracoval s mnoha hudebníky, mezi které patří Dinah Washington, Sonny Stitt, Coleman Hawkins, Dizzy Gillespie, Dexter Gordon, Johnny Griffin, Nat Adderley nebo Charlie Parker. Rovněž vydal řadu alb pod svým jménem.